# Église anglicane Saint-Georges de Paris
L'église anglicane Saint-Georges de Paris (en anglais Saint George's Anglican Church,  Paris) est une église anglicane anglophone située dans le 16e arrondissement de Paris, au 7, rue Auguste-Vacquerie. Elle est rattachée au diocèse anglican européen de Gibraltar, tout comme l'autre église anglicane de Paris, St. Michael.

## Historique

### Ancienne église
L’ancienne église, démolie en 1975, est construite en 1887-1888 sur un terrain acheté 4 ans plus tôt pour la somme de 16 000 £. Elle est l’œuvre de l’architecte Ernest Sanson.

### Église actuelle
L’église actuelle est un bâtiment moderne et intégré au rez-de-chaussée de l'immeuble du 7, rue Auguste-Vacquerie. Elle est utilisée pour la première fois en 1978 et consacrée en 1979.
L'orgue est construit par le facteur d'orgues belge Patrick Collon, et inauguré par Jos van Immerseel le 23 avril 1980.

## Offices
Le culte est célébré à 10h30 le dimanche et à différentes heures pendant la semaine. L’église accueille chaque semaine une large centaine de personnes ; les Britanniques ne constituent que la moitié des paroissiens, l'autre moitié se répartit entre plus de 26 nationalités .
Un culte spécifique mensuel est en outre organisé à Saint-Georges pour la communauté anglicane malgache de Paris.

## Œcuménisme
L'église anglicane Saint-Georges de Paris attache une grande importance à l'œcuménisme. Son chapelain est le délégué de l'Église anglicane responsable de l'œcuménisme pour Paris et l'Île-de-France.
La paroisse est également liée à la chapelle anglicane de la Miséricorde, rue Élie-de-Beaumont, à Caen.

## Dans la littérature
L’écrivain américain Julien Green évoque, dans ses mémoires, le souvenir d’un révérend de l’église, où, enfant, il lui arrivait de se rendre avec ses parents : « Je me souviens que lorsque le révérend Cardew s’agenouillait devant l’autel et d’une voix incertaine, mais avec un accent qui ne trompait pas, entonnait un cantique aussitôt repris par les fidèles, une émotion indescriptible s’emparait de moi. Il y avait chez cet homme une humilité si profonde et une foi si pure que j’en recevais quelque chose sans même deviner de quoi il était question. À cause de cet homme, j’aimais Dieu. Je n’en savais rien et le révérend Cardew n’en savait rien non plus. Récemment, un prêtre catholique m’a appris que cet homme avait laissé derrière lui le souvenir d’une vie sans tache après avoir été longtemps l’aumônier des girls des Folies Bergère ».